# Władysław Tarała
Władysław Tarała (ur. 30 września 1925 w Chlebowicach Wielkich, zm. 11 kwietnia 2008) – polski żołnierz, pułkownik Wojsk Ochrony Pogranicza, magister Wydziału Prawa Uniwersytetu Wrocławskiego. Więzień NKWD, zesłaniec Syberyjski. Żołnierz

## Życiorys
18 maja 1943 roku wstąpił do nowo tworzonej 1 Dywizji Piechoty w Sielcach nad Oką. Po okresie unitarnym został żołnierzem plutonu zwiadu. Przeszedł cały szlak bojowy 1 Armii Wojska Polskiego do Berlina. Trzykrotnie ranny: pod Lenino, Karczewem oraz w trakcie walko o Warszawę. Ukończył Oficerską Szkołę w Mińsku Mazowieckim. Po zakończeniu wojny stacjonował w Skierniewicach, następnie przeniesiony do Wojsk Ochrony Pogranicza w Lubaniu, Szklarskiej Porębie, Gdańsku. W 1960 roku został zastępcą dowódcy Górnośląskiej Brygady WOP w Gliwicach, którą to funkcję pełnił do przejścia w stan spoczynku w 1990 roku. Odznaczony Krzyżem Virtuti Militari, Krzyżem Kawalerskim Orderu Odrodzenia Polski, Krzyżem Walecznych oraz wieloma innymi odznaczeniami bojowymi, państwowymi, resortowymi oraz samorządowymi i stowarzyszeniowymi. Był członkiem Koła nr 6 Związku Byłych Żołnierzy Zawodowych i Oficerów Rezerwy Wojska Polskiego (ZBŻZiORWP) i Gliwickiego Oddziału Sybiraków. 
Pochowany został na cmentarzu w Rudzie Śląskiej-Bielszowicach.
Źródło

## Odznaczenia
- Srebrny Krzyż Orderu Wojennego Virtuti Militari
- Krzyż Kawalerski Orderu Odrodzenia Polski
- Złoty Krzyż Zasługi
- Srebrny Krzyż Zasługi
- Krzyż Walecznych
- Brązowy Medal „Zasłużonym na Polu Chwały”
- Krzyż Bitwy pod Lenino (1988)[4]
- Odznaka za Rany i Kontuzje – trzykrotnie
- i wiele innych

Źródło